# غده پیش‌اوربیتال
غده پیش‌چشمی، غده پیش‌اوربیتال یا غده چهره‌ای یک جفت غده برون‌ریز هستند که در بسیاری از گونه‌های سم‌داران وجود داشته و معادل غده اشکی در انسان هستند. این غده در اطراف چشم جانور و در کنار چند نوع غدهٔ دیگر قرار داشته و موادی چون فرومون‌ها را ترشح می‌کند. ترشحات و وظایف و کارکرد این غدد در گونه‌های مختلف سم‌داران متفاوت است مثلاً برای برخی گونه‌ها وظیفه ایجاد ارتباط یا جفت‌یابی را داشته و در برخی دیگر از گونه‌ها وظیفهٔ تعیین قلمرو را ایفا می‌کند.